# Деев, Пётр Иванович
Князь Пётр Иванович Деев — голова, воевода и наместник во времена правления Ивана IV Васильевича Грозного.
Из княжеского рода Деевы. Младший сын князя Ивана Михайловича Деева по прозвищу «Меньшой» и «Худяк». Имел старшего брата князя Юрия Ивановича.

## Биография
В декабре 1540 года третий воевода в Муроме за городом, против Сафа-Гирея, коего войско разбил и выгнал за пределы московского государства. В 1541 году второй воевода Передового полка в Казанском походе сухопутным путём и велено ему оставаться во Владимире, где в 1543 году упомянут вторым воеводой войск левой руки. В 1544 году третий воевода в Галиче. В 1548 году второй наместник в Старой Русе. В 1550 году есаул в государевом Казанском походе. В этом же году записан в Дворовой тетради тысячником 2-й статьи из Ярославских князей. В апреле 1551 года воевода в Рязани. В 1556 году голова в государевом походе в Серпухов против крымцев, а потом послан третьим воеводою для вылазок в Свияжск. В 1558/59 годах дал в долг князьям Петру Александровичу Ухтомскому с сыном Иваном сто тридцать два рубля под заклад их вотчины в Романовском уезде.
От брака с неизвестной имел единственного сына, князя Ивана Петровича.